# Пусть враг неисчислим
«Пусть враг неисчислим» (яп. 敵は幾万 Тэки ва икуман) — японская военная песня (гунка) 1891 года, написанная перед первой японо-китайской войной, чтобы вдохновить японских солдат к бесстрашию в бою с китайцами. В песне противник описывается как многочисленная, но неорганизованная и дикая толпа, которую побеждают доблестные японские воины.
Слова были взяты из стихотворения Бимё Ямады «Изображение японского духа в войне» (яп. 戦景大和魂 Сэнкэй ямато-дамасий), напечатанного в 1886 году в сборнике «Избранные стихотворения нового стиля» (яп. 新体詩選 Синтай сисэн). Стихотворение состояло из восьми строф, но композитор Сакуносукэ Кояма, написавший на него музыку, выбрал только три. Мелодия была написана в западном стиле с использованием трёхчастной музыкальной формы. Тем не менее, «японский дух» мелодии был сохранён включением в неё отрывков из древнего музыкального произведения «Этэнраку» (яп. 越天楽, «Небесная музыка»), написанного в японском классическом жанре гагаку, популярном в эпоху Хэйан (794—1185). В 1894 году поэт Акика Накамура (中村秋香, 1841—1910) сочинил на мотив «Тэки ва икуман» новые слова. Получившаяся песня называлась «Вперёд под пули и стрелы» и состояла из двух куплетов.
Песня «Пусть враг неисчислим» была написана как сёка (песня для обучения японских школьников западной музыке, а позже — инструмент пропаганды). Она была весьма популярна: входила в сборники военных песен для школ, во Второй мировой войне сопровождала сообщения японского командования о совместных успешных действиях армии и флота, а её первая строчка послужила названием пропагандистского фильма, снятого в 1944 году киностудией «Тохо».

## Текст песни
| Оригинальный текст | Нормализация | Построчный перевод |
| --- | --- | --- |
| 敵は幾万ありとても すべて烏合の勢なるぞ 烏合の勢にあらずとも 味方に正しき道理あり 邪はそれ正に勝ちがたく 直は曲にぞ勝栗の 堅き心の一徹は 石に矢の立つためしあり 石に立つ矢のためしあり などて恐るる事やある などてたゆとう事やある 風に閃く連隊旗 記紋は昇る朝日子よ 旗は飛びくる弾丸に 破るることこそ誉れなれ 身は日の本の兵士よ 旗にな愧じそ進めよや 斃るるまでも進めよや 裂かるるまでも進めよや 旗にな愧じそ耻じなせそ などて恐るる事やある などてたゆとう事やある 破れて逃ぐるは国の耻 進みて死ぬるは身の誉れ 瓦となりて残るより 玉となりつつ砕けよや 畳の上にて死ぬことは 武士の為すべき道ならず 骸を馬蹄にかけられつ 身を野晒になしてこそ 世に武士の義といわめ などて恐るる事やある などてたゆとう事やある | Тэки ва икуман ари тотэмо Субэтэ уго: но сэй нару дзо Уго: но сэй ни арадзу то мо Миката ни тадасики до: ри ари Дзя ва сорэ сэй ни кати гатаку Тёку ва кёку ни дзо катигури но Катаки кокоро но иттэцу ва Иси ни я но тацу тамэси ари Иси ни тацу я но тамэси ари Надотэ осоруру кото я ару Надотэ таюто: кото я ару Кадзэ ни хирамэку рэнтайки Сируси ва нобору асахико ё Хата ва тобикуру данган ни Ябуруру кото косо хомарэ нарэ Ми ва хиномото но цувамоно ё Хата ни на хадзи со сусумэ ё я Таоруру мадэмо сусумэ ё я Сакаруру мадэмо сусумэ ё я Хата ни на хадзи со, хадзи на сэ со Надотэ осоруру кото я ару Надотэ таюто: кото я ару Ябурэтэ нигуру ва куни но хадзи Сусумитэ синуру ва ми но хомарэ Кавара то наритэ нокору ёри Тама то нарицуцу кудакэ ё я Татами но уэ ни тэ сину кото ва Буси но насубэки мити нарадзу Мукуро о батэй ни какэрарэцу Ми о нодзараси ни наситэ косо Ё ни мононобу но ги то ивамэ Надотэ осоруру кото я ару Надотэ таюто: кото я ару | Пусть враг неисчислим, Это всего лишь беспорядочное скопище. А даже если и не скопище, Всё равно наше дело правое и справедливое. Злу непросто одержать верх над справедливостью, Правда победит кривду С непоколебимым и твёрдым сердцем. Можно и стрелой пронзить скалу, Можно и скалу стрелой пронзить, Так чего нам бояться? Чего колебаться? Полковые знамёна развеваются на ветру, Наши флаги подобны рассветному солнцу. Если их прилетающими пулями Разорвёт, то нам же будет слава. Ты воин страны Восходящего солнца! Чтобы не опозорить флаги — вперёд! До самой смерти — вперёд! Пока тебя не разорвёт на части — вперёд! Ни за что не опозорим наши флаги! И чего нам бояться? Чего колебаться? Если ты потерпишь поражение и сбежишь, то посрамишь родину, А если будешь биться и погибнешь, покроешь себя славой. Чем жить, как целая черепица, Лучше умереть как разбитый драгоценный камень. Умирать на татами Самураю категорически не подобает. Когда тело разорвёт лошадиными копытами И побьёт погодой, Тогда мир будет говорить о чести воина. Так чего нам бояться? Чего колебаться? |

Комментарии к тексту
«Правда победит кривду» — употреблено слово яп. 勝栗 (катигури), буквально означающее «сушёный каштан». Изначально оно писалось через иероглиф «лущить» (搗), который омофоничен иероглифу «победа» (勝 кати), так что впоследствии слово стало писаться и через новый иероглиф, а сами каштаны начали ассоциироваться с победой. В частности, самураи ели перед боем сушёные каштаны, поскольку считалось, что это принесёт победу.
«Можно и стрелой пронзить скалу» — отсылка к легенде о Ли Гуане, китайском генерале, жившем в период правления династии Хань (206 год до нашей эры — 220 год нашей эры). Ли Гуан хорошо стрелял из лука, заботился о подчинённых, был весьма уважаемым военачальником, но на поле боя его часто преследовали неудачи. По преданию, он выстрелил в большой камень, будучи уверен, что это тигр. Сила выстрела Ли Гуана была такова, что стрела глубоко вонзилась в камень и застряла в нём. Сколько ни пробовал потом генерал повторить этот выдающийся выстрел, ему не удалось это сделать: пока он был уверен, что стреляет в тигра, стрела пронзала камень, но как только он убедился, что стреляет в камень, его стрелы потеряли силу.
«Лучше умереть как разбитый драгоценный камень» — отсылка к китайскому тексту VII века «Книга Северной Ци» (北齊書), в котором говорилось: «Великому мужу лучше умереть как разбитый драгоценный камень, чем жить как целая черепица» (大丈夫寧可玉砕何能瓦全).
«Умирать на татами самураю категорически не подобает» — имеется в виду, что самураю подобает умирать в сражении, а не дома. Татами в первоначальном значении — плетённые из тростника циновки, которыми в традиционном японском доме застилали пол.

## Текст стихотворения «Изображение японского духа в войне»
Стихотворение состоит из 8 строф. Текст имеется в Викитеке.
- 戦景大和魂 на Сакуре

## Новый вариант «Вперёд под пули и стрелы»
В 1894 году поэт Акика Накамура (яп. 中村秋香, 1841—1910) сочинил на эту же мелодию новые слова. Получившаяся песня из двух куплетов называлась «Вперёд под пули и стрелы» (яп. 進め矢玉 Сусумэ ядама).
| 1. 進め矢玉の雨の中 飛び込め剣の霜の上 我が日の本の国の名を 世界に揚ぐるは今日なるぞ 血をもて色どれ日の御旗 骨もて堅めよ国の基 必死を究めし兵士の 背にこそ凱歌は負はるなれ 飛び込め剣の霜の上 進め矢玉の雨の中 | 2. 来たり接へよ短兵戦 日本男子の手を見せん 来たり味はへ日本刀 水も溜まらぬ様見せん 是ぞ義勇に育ちたる 国のいくさの土産物 徳の春風暖かに 威の秋の霜 肌寒く 我が日の本の名と誉 あまねく世界に輝やかせ 広く世界に輝やかせ |